# Герода (Нижня Франконія)
Герода (нім. Geroda) — громада в Німеччині, розташована в землі Баварія. Підпорядковується адміністративному округу Нижня Франконія. Входить до складу району Бад-Кіссінген. Складова частина об'єднання громад Бад-Брюккенау.
Площа — 16,79 км2. Населення становить 816 ос. (станом на 31 грудня 2020).